# Ixora nitens
Ixora nitens là một loài thực vật có hoa trong họ Thiến thảo. Loài này được (Poir.) Mouly & B.Bremer mô tả khoa học đầu tiên năm 2009.